# Padang Brahrang
Padang Brahrang is een bestuurslaag in het regentschap Langkat van de provincie Noord-Sumatra, Indonesië. Padang Brahrang telt 11.085 inwoners (volkstelling 2010).